# Рудобельська республіка
«Рудобельська республіка» (біл. Рудабельская рэспубліка) — радянський художній фільм 1971 року, знятий на кіностудії «Білорусьфільм».

## Сюжет
Колишній вахмістр Олександр Соловей отримує від Бобруйського ревкому завдання організувати захист Радянської влади в селі Рудобєлка (Полісся) від натиску німців, поляків і білогвардійців…

## У ролях
- Юозас Будрайтіс — Олександр Соловей, комісар (озвучив Владислав Дворжецький)
- Валентин Бєлохвостик — Ус
- Ігор Комаров — Левков
- Юрій Каморний — Рогович, матрос
- Павло Кормунін — Драпеза
- Анатолій Мазловський — епізод
- Леонід Кміт — дід Терешка
- Вайва Майнеліте — Гелена, дочка керуючого
- Наталія Чемодурова — Марина
- Наталія Трисвєтова — Мариля
- Микола Гринько — Врангель (роль озвучив інший артист)
- Еммануїл Віторган — Звонов, ротмістр
- Борис Клюєв — Телецький, штабс-капітан
- Вацлав Дворжецький — Микола Миколайович, керуючий
- Федір Шмаков — Лавр Георгійович Корнілов
- Євген Чемодуров — офіцер польського корпусу
- Володимир Бєлокуров — Ревинський
- Леонід Крюк — епізод
- Антоніна Пілюс — вчителька
- Ростислав Янковський — Симон
- Микола Кузьмін — Соловей, батько Олександра
- Віктор Дерюгін — епізод
- Станіслав Фесюнов — козачий полковник
- Кузьма Кулаков — епізод
- Віктор Шрамченко — козак
- В'ячеслав Галуза — епізод
- Харій Швейц — член загону
- Валерій Скоробогатов — епізод
- Віктор Терехов — член загону
- Олександра Зиміна — епізод
- Раймундас Баніоніс — епізод
- Володимир Грицевський — епізод
- Василь Молодцов — легіонер
- Володимир Махов — епізод

## Знімальна група
- Режисер — Микола Калінін
- Сценарист — Микола Фігуровський
- Оператор — Дмитро Зайцев
- Композитор — Ігор Лученок
- Художник — Юрій Альбицький